# قرصعنة بلاد الرافدين
قرصعنة بلاد الرافدين (الاسم العلمي:Eryngium mesopotamicum) هي نوع من النباتات تتبع جنس القرصعنة من الفصيلة الخيمية.